# Moleno
Moleno är en ort i kommunen Bellinzona i kantonen Ticino, Schweiz. 
Moleno var tidigare en egen kommun, men den 2 april 2017 inkorporerades Moleno och elva andra kommuner i Bellinzona.